# A Million Dreams
A Million Dreams è un brano musicale interpretato da Ziv Zaifman, Hugh Jackman e Michelle Williams, seconda traccia della colonna sonora del film The Greatest Showman, pubblicata l'8 dicembre 2017.

## Classifiche
| Classifiche (2017-18) | Posizione massima |
| --------------------- | ----------------- |
| Francia               | 199               |
| Irlanda               | 45                |
| Nuova Zelanda         | 7                 |
| Regno Unito           | 22                |
| Stati Uniti           | 101               |

## Versione di Pink
Il 16 novembre 2018 in occasione della pubblicazione della ri-registrazione della colonna sonora, The Greatest Showman: Reimagined, viene pubblicato il singolo promozionale eseguito dalla cantautrice statunitense Pink.
Contemporaneamente alla pubblicazione del singolo è stata pubblicata una versione con la partecipazione vocale della figlia della cantautrice Willow Sage Heart intitolata  A Million Dreams (Reprise).

### Classifiche
| Classifica (2018-19) | Posizione massima |
| -------------------- | ----------------- |
| Australia            | 26                |
| Belgio (Fiandre)     | 6                 |
| Belgio (Vallonia)    | 32                |
| Canada               | 80                |
| Francia              | 81                |
| Germania             | 70                |
| Irlanda              | 44                |
| Islanda              | 6                 |
| Nuova Zelanda        | 7                 |
| Paesi Bassi          | 1                 |
| Regno Unito          | 11                |
| Repubblica Ceca      | 34                |
| Singapore            | 13                |
| Slovacchia           | 7                 |
| Slovenia             | 34                |
| Stati Uniti          | 90                |
| Svizzera             | 16                |
| Ungheria             | 21                |